# Pataugeoire

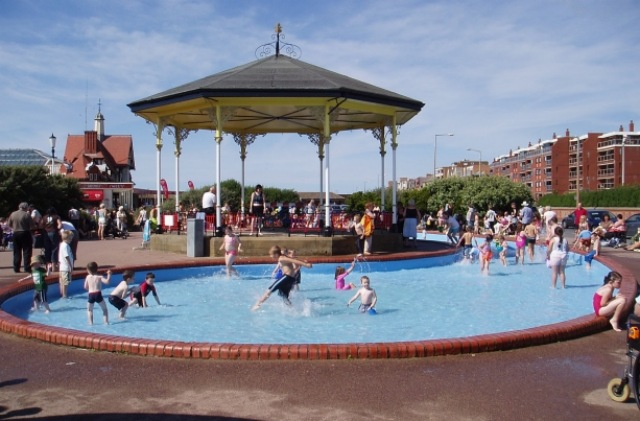
Une pataugeoire à proximité d'un kiosque à musique à Lytham St Annes, en Angleterre.

Une pataugeoire est un bassin artificiel très peu profond, étanche, rempli d'eau et qui est utilisée le plus souvent par les tout jeunes enfants. Parfois gonflable, elle ne peut contenir que suffisamment d'eau pour barboter et non pour nager (à la différence d'une piscine classique).

## Caractéristiques
Ce bassin accueille les jeunes enfants (de 6 mois à 6 ans environ). 
Dans les espaces publics, la législation française impose une profondeur de 20 cm à 40 cm. D'après l'article 18 de l'arrêté du 14 septembre 2004 portant prescription de mesures techniques et de sécurité dans les piscines privatives à usage collectif, une pataugeoire est « un bassin destiné aux enfants dont la profondeur d'eau n'excède pas 0,40 mètre. Cette profondeur d'eau maximale est ramenée à 0,20 mètre à la périphérie du bassin. La pente du radier des pataugeoires ne dépasse pas 5 % ».

## Surveillance
La législation française diffère selon les types de pataugeoires. Dans l'enceinte d'une piscine d'accès payant (milieu naturel, en dur ou gonflable, fixe ou mobile), elle impose à l'établissement une obligation de surveillance par du personnel diplômé portant le titre de maître-nageur sauveteur, éventuellement assisté de personnes titulaires du brevet national de sécurité et de sauvetage aquatique.
Sur une aire de jeu collective, la surveillance des pataugeoires par du personnel diplômé est facultative. Seuls sont recommandés des affichages et avertissements appelant l'attention des adultes sur la nécessité de surveiller les enfants qu'ils accompagnent (décret n° 96-699 du 18 décembre 1996, fixant les prescriptions de sécurité relatives aux aires collectives de jeux).

## Aspects sanitaires
Selon une étude des CDC américains, de 1997 à 2022, plus de 60 épidémies liées à des pataugeoires ont été répertoriées aux États-Unis, ayant affecté plus de 10 000 personnes (enfants essentiellement avec 152 hospitalisations et 99 visites aux urgences). Ces infections étaient par des sporozoaires et bactéries pathogènes d'origine fécale des genres Cryptosporidium et Giardia, parfois source de maladies graves et parfois des complications et séquelles.
Les jeunes enfants peuvent déféquer ou vomir dans l'eau et contaminer d'autres enfants avec que les systèmes de filtration/désinfection aient eu le temps d'éliminer le pathogène de l'eau. Dans certains pays (pas en France) et dans certains contextes, les pataugeoires sont exemptées de respecter des réglementations sanitaires imposéees aux piscines. De nombreux pathogènes comme le Cryptosporidium ont développé des résistances aux biocides (y compris au chlore) et les alternatives (ozone, radiation ultraviolette...) ne sont pas largement diffusées. Il est donc recommandé d'encourager les enfants à ne pas boire l'eau des pataugeoires.